# Centrální evidence manželských smluv
Centrální evidence manželských smluv je neveřejný seznam vedený od 1. července 2009 v elektronické podobě Notářskou komorou České republiky. V Centrální evidenci manželských smluv jsou evidovány manželské smlouvy, tj. notářské zápisy
- o rozšíření stanoveného rozsahu společného jmění,
- o zúžení stanoveného rozsahu společného jmění,
- o vyhrazení vzniku společného jmění ke dni zániku manželství.

O každé evidované listině jsou v Centrální evidenci manželských smluv uvedeny základní údaje o účastnících smlouvy, tj. o obou manželích nebo o muži a ženě, kteří chtějí uzavřít manželství (jméno, příjmení, datum narození a bydliště), údaje o notářském zápisu (jméno a příjmení notáře, adresa jeho notářské kanceláře, běžné číslo rejstříku NZ a datum sepsání notářského zápisu) a doba vložení evidovaných údajů.

## Přístup do evidence
Do evidence lze přistupovat po zaregistrování a zaplacení malého poplatku za každé vyhledávání zde:https://rejstrik.nkcr.cz/ 
Za života pořizovatele má k údajům o smlouvám v Centrální evidenci manželských smluv přístup pouze notář, u něhož je dotyčná listina uložena, a Notářská komora České republiky.
Po smrti pořizovatele sdělí Notářská komora České republiky údaje o evidovaných smlouvách na žádost pouze soudnímu komisaři pověřenému provedením úkonů v řízení o dědictví po příslušném zůstaviteli.
Lustraci v Centrální evidenci manželských smluv provádí soudní komisař až na základě výsledků předběžného šetření, a to vždy u zůstavitele, u něhož v době smrti trvalo manželství, jinak jen odůvodňují-li potřebu zjišťování výsledky řízení. Soudní komisař však rovněž zjišťuje, zda zůstavitel neuzavřel manželskou smlouvu, která evidenci v Centrální evidenci manželských smluv nepodléhá, a to zejména s ohledem na skutečnost, že notářské zápisy sepsané do 30. června 2009 se v Centrální evidenci manželských smluv neevidují.